# Merlin Mann

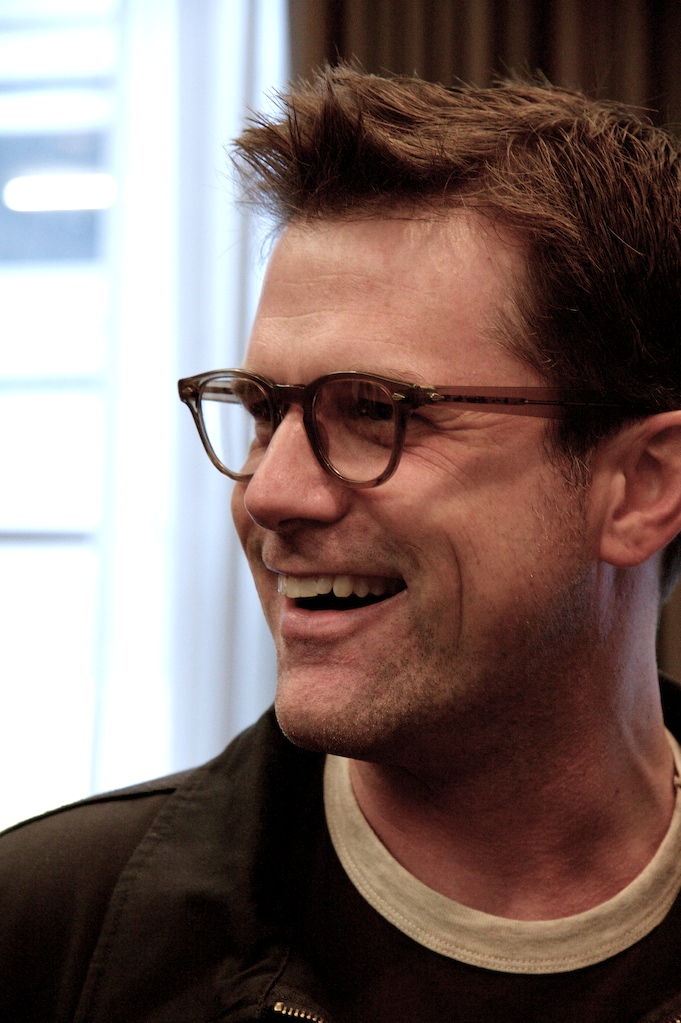

Merlin Mann (ur. 26 listopada 1966) – amerykański publicysta i bloger. Główny autor i redaktor bloga 43Folders.com.
W swojej działalności zajmuje się kwestiami osobistej produktywności i zarządzania czasem, zwłaszcza systemem o nazwie Getting Things Done stworzonym przez Davida Allena.
Zaprojektował  nietypowy, papierowy organizer, nazwany Hipster PDA.